# Gud, du är här
Gud, du är här är en inledningssång med text och musik från 1974 av Göte Strandsjö.
Sången handlar om Jesus. Sången har två verser med omkvädet "Gud, du är här...", som också utgör sångens början.

## Publicerad i
- Psalmer och Sånger 1987 som nummer 439 under rubriken "Kyrkan och nådemedlen - Helg och gudstjänst".[2]
- Segertoner 1988 som nummer 680 under rubriken "Bibelvisor och körer".[1]
- Hela familjens psalmbok 2013 som nummer 111 under rubriken "Tillsammans i kyrkan".[3]